# Oulad El Garne
Oulad El Garne (en àrab أولاد الكرن, Ūlād al-Garn; en amazic ⵡⵍⴰⴷ ⵍⴳⴰⵕⵏ) és una comuna rural de la província d'El Kelâa des Sraghna, a la regió de Marràqueix-Safi, al Marroc. Segons el cens de 2014 tenia una població total de 8.150 persones.